# Khăn rằn

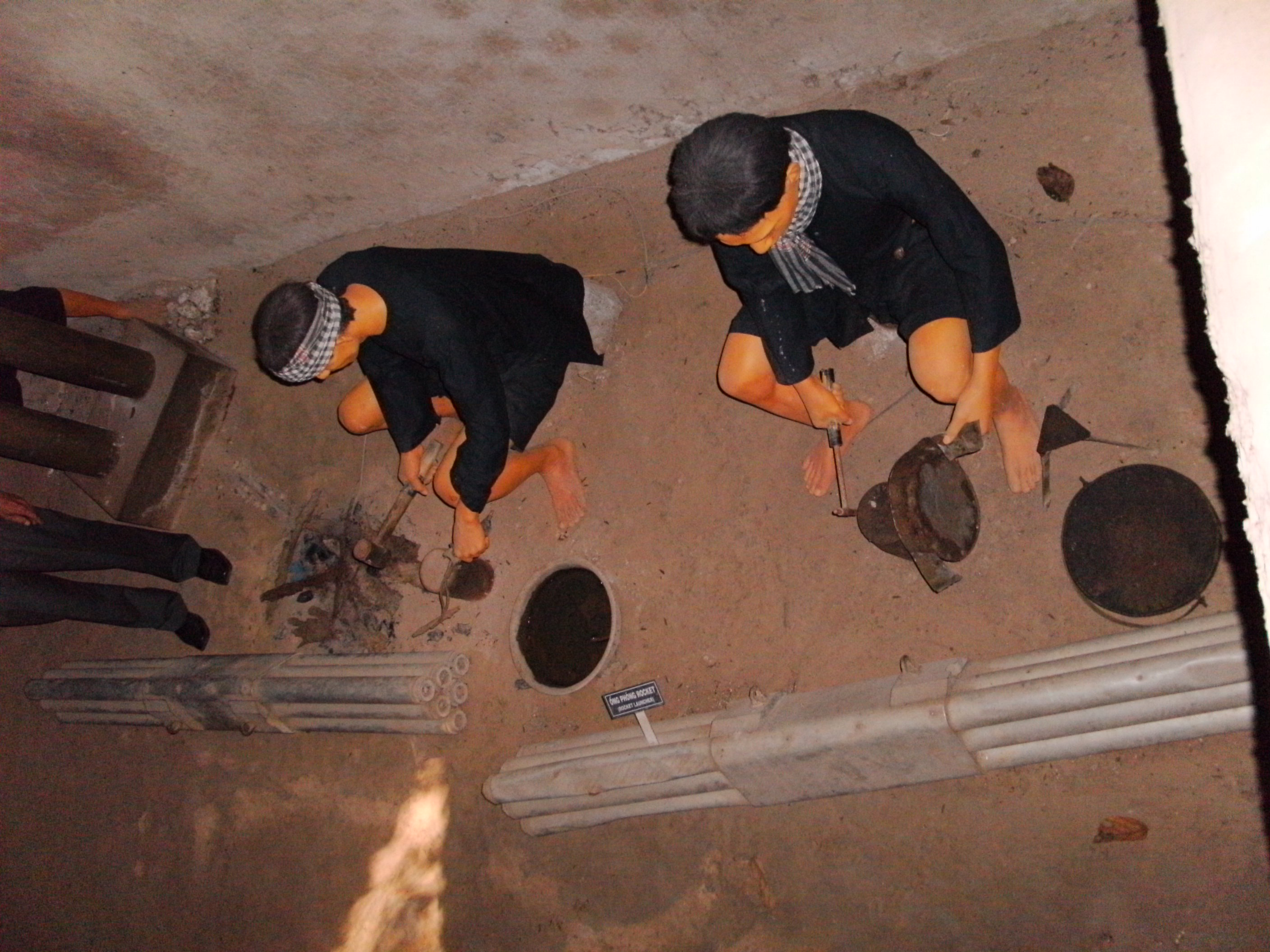

Khăn rằn là hình ảnh quen thuộc của người Việt sống ở đất Nam bộ và đồng bằng sông Cửu Long. Chiếc khăn rằn cùng chiếc áo bà ba đã trở thành hình ảnh gần gũi với mọi người, như là một biểu tượng cho người phụ nữ đồng bằng sông Cửu Long cần cù, đáng yêu. Hình ảnh chiếc khăn rằn còn xuất hiện trong hình ảnh quân du kích Việt Nam.

## Lịch sử
Chiếc khăn đặc biệt được các chiến sĩ Quân đội Nhân dân Việt Nam đeo để nhận diện.
Khăn rằn có nguồn gốc từ người Việt ở Nam bộ trên vùng đất đồng bằng sông Cửu Long, nó đã được chuyển thành thứ trang phục đặc trưng của người Việt. Chiếc khăn rằn thường có hai màu đen và trắng hoặc nâu và trắng. Hai màu này đan chéo nhau, tạo thành ô vuông nhỏ, trải dài khắp mặt khăn và có lẽ các lằn ngang dọc ấy là gốc gác của tên gọi khăn rằn. Chiếc khăn rằn có chiều dài khoảng 1,2m, rộng chừng 40–50 cm, không cầu kỳ, sặc sỡ mà bình dị, đơn giản.
Bộ phận không rõ nó ra đời từ bao giờ, nhưng nó đã đồng hành cùng những con người thời khai hoang mở cõi phía Nam của Việt Nam.
Trước khi có sự du nhập của các loại trang phục từ phương Tây thì chiếc khăn rằn đóng vai trò chủ chốt trong lối ăn mặc của những người dân xứ này. Không chỉ người lao động lam lũ, mà cả những điền chủ, người giàu có cũng sử dụng nó. Không chỉ có phụ nữ, mà nam giới cũng sử dụng loại khăn này. Phụ nữ vắt gọn khăn trên đầu, còn đàn ông cột ngang trán, chừa hai đuôi khăn nhô lên đầu, nút khăn nằm ở phía trước. Khăn cũng được quàng trên cổ, một đầu thả trước ngực, một đầu thả sau lưng. Đôi khi hai đầu được buông xuôi xuống phía trước, đi với bộ quần áo bà ba làm nên nét đặc trưng rất duyên của cư dân Nam bộ.

## Sử dụng

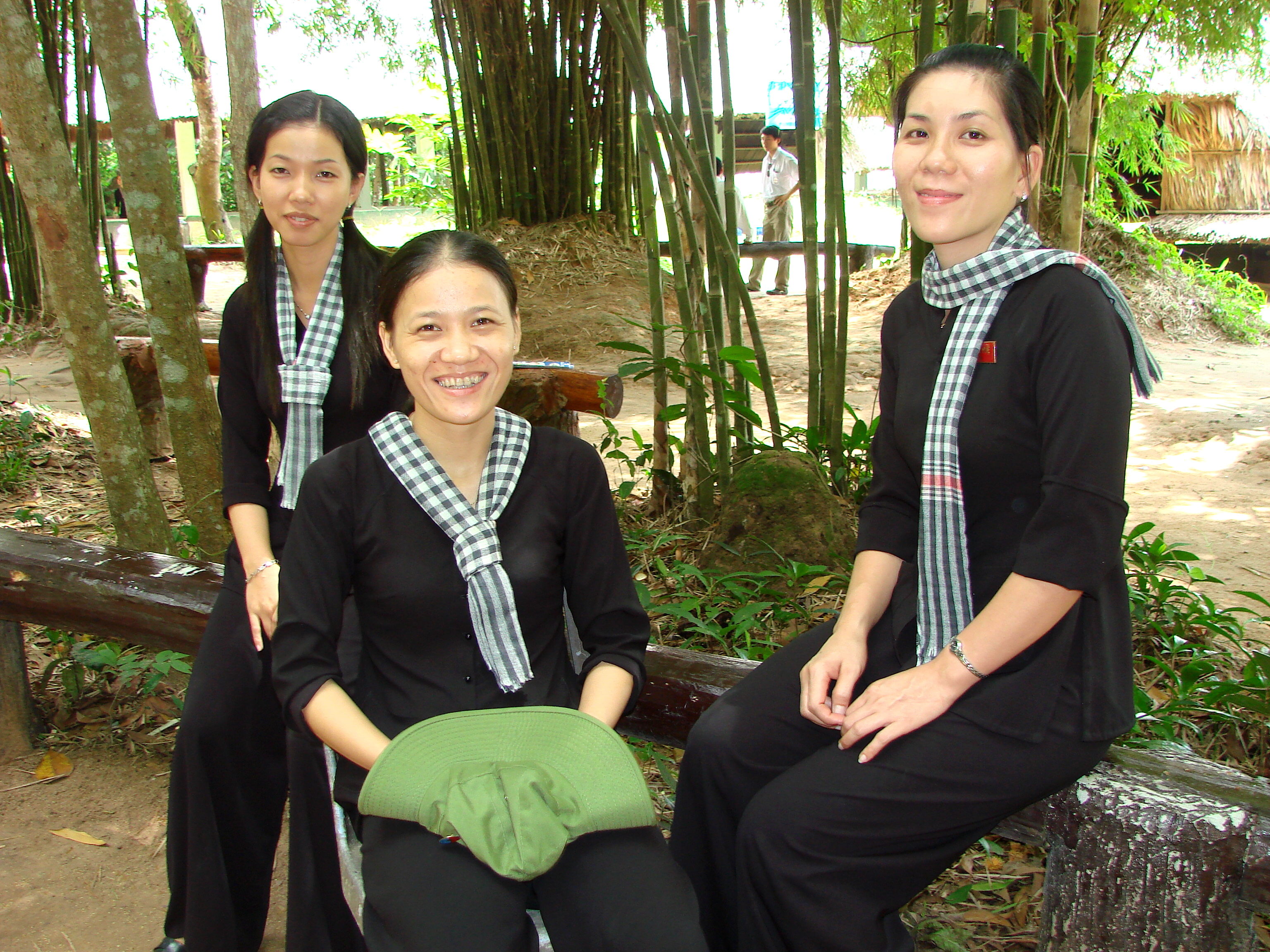
Khăn rằn quấn ngang trán hoặc quanh cổ

- Nam giới khi làm việc đồng thường lấy khăn buộc ngang trán, lật ngửa hai đầu khăn đưa lên trời để ngăn mồ hôi không chảy xuống mặt mà cản trở công việc. Đến khi mệt, họ bước lên bờ đê, tìm gốc cây tựa lưng nghỉ mệt. Lúc này khăn mới được lột xuống để lau mồ hôi ở trán, ở mặt, ở cổ...
- Các cô gái trong khi cày cấy, hay gánh mạ trên đồng cũng thường quấn khăn ở cổ, nếu đổ mồ hôi thì sẵn có khăn lau ngay.
- Những người lớn tuổi thì sử dụng chiếc khăn rằn như là chiếc khăn không thể thiếu của mình trong mọi việc.

## Giá trị
Chiếc khăn rằn là nét đặc trưng riêng cho bản sắc văn hóa của người dân vùng Đông - Tây Nam Bộ.
Ngày nay, chiếc khăn rằn còn được sử dụng rộng rãi trong đời sống giới trẻ, trở thành một biểu tượng của những chuyến đi, của sự xê dịch. 